# Disznós-árki-barlang
A Disznós-árki-barlang a Duna–Ipoly Nemzeti Parkban lévő Visegrádi-hegységben, Pilismarót területén, nemkarsztos kőzetben található barlang. A hegység második leghosszabb barlangja, de nem olyan tágas, mint a Vasas-szakadék barlangjai.

## Leírás
A Dobogó-kőtől induló, Hoffmann-fogadó felé tartó Disznós-árok oldalában, a Laura-forrás közvetlen közelében található. A vulkáni hamu- és törmelékszórási eredetű tufából álló hegyoldal megcsuszamlása vagy omlása során keletkezett a kőtömbök közé záródott rések formájában. Nagyon hasonló a Csörgő-lyukhoz, de kisebb. Atektonikus keletkezésű barlang. 70 méter hosszú és 13 méter mély.

## Kutatástörténet
A barlangot eláruló kigőzölgést az arra kiránduló Szepesi László pillantotta meg, és hívta fel rá a kutatók figyelmét. Évekkel később, 2008 januárjában meg is nézték, és valóban, döbbenetes meleg levegő kiáramlást tapasztaltak. A környéken több huzatos pontot is találtak (Disznós-árki 1.-5. sz. indikációk), végül a másodiknak mondott indikációban 10 órányi bontással megnyílt a barlang. Hatalmas omladéktömbökön átbújva, a felfedezőket is meglepve, állva járható részeket találtak.
További nagy munkát fektettek a bejárat mellett nyíló Mínusz-ágba, amelyet a huzatot követve majdnem 10 méter mélységig kiástak, illetve a 20 méterrel lejjebb nyíló 4. sz. indikációba, amely feltételezett alsó bejárata a barlangnak, és ahol a nyáron kiömlő hideg, júliusban nulla fok alatti levegőt követve már vagy hét méter hosszú tárót ástak, mindeddig sikertelenül. Slíz György mérte fel a barlangot és a felmérés alapján szerkesztett 2009. január 1-jén egy alaprajzi barlangtérképet két keresztszelvénnyel, valamint egy hosszmetszet barlangtérképet. A felmérés szerint a barlang 60 m hosszú és 13 m mély. Ha sikerülne az eddig feltalált indikációk összekötése, akkor várhatólag többszáz méteres barlang is lehetne, az omladékban azonban nem garantált a járható rések megléte, a huzat származhat az apró szemű törmelék réseiből is.
A 2014. évi Karsztfejlődésben megjelent tanulmányban az olvasható, hogy a Visegrádi-hegység leghosszabb barlangja a 70 m hosszú és 13 m mély Disznós-árki-barlang. A 2000-es évektől leginkább az Ariadne Karszt- és Barlangkutató Egyesület és a Szent Özséb Barlangkutató Egyesület tevékenysége nyomán kb. 30 új barlang lett ismert a hegységben. Ezek közül legjelentősebb a 2008-ban feltárt Disznós-árki-barlang, amely atektonikus csuszamlásos barlang.
A Dobogókőtől Pilismarót irányába induló Disznós-árok É-i oldalát márgás alapra települt andezitagglomerátum képezi, amely az átnedvesedett márgán megcsúszik, darabokra törik és csúszás közben darabjai egymásra torlódnak. A mozgó kőzettömbök között járhatatlan fülkék, rések keletkeznek, amelyeknek a neve atektonikus barlang. Ezek az egymásba kapcsolódó fülkék és rések alkotják a Disznós-árki-barlangot. Légmozgás kevés barlangban, leginkább a nagy barlangokban, pl. a Disznós-árki-barlangban tapasztalható. A Visegrádi-hegység 101 barlangjának egyike a Pilismaróton található barlang. A publikációhoz mellékelt, a Visegrádi-hegység 10 m-nél hosszabb barlangjainak elhelyezkedését bemutató ábrán látható a barlang földrajzi elhelyezkedése. A helyszínrajzot Eszterhás István szerkesztette. A tanulmányba bekerült a barlang alaprajz térképe.